# Potemkin City Limits
Potemkin City Limits ist das vierte Album von Propagandhi.
Es erschien am 18. Oktober 2005 und somit fast viereinhalb Jahre nach ihrem vorigen Album.
Anstatt gewöhnlicher Werbung, hat die Band Gerüchte über das Verlassen ihres Sängers und Gitarristen Chris Hannah verbreitet und gab ihm einen neuen Spitznamen, wodurch viel Verwirrung aufkam.
Inhaltlich greift Propagandhi hauptsächlich die als neo-imperialistisch kritisierte US-Außenpolitik an, jedoch spielen neben dem Nahostkonflikt auch die Vertreibung von Ureinwohnern und die Kommerzialisierung der Punk-Rock-Szene eine Rolle. Besonders bedeutend ist das frei-veröffentlichte Lied „America’s Army™ (Die Jugend Marschiert)“, welches das gleichnamige Propagandaspiel kritisiert.
In der beiliegenden Broschüre wirbt die Band für Menschenrechtsorganisationen und andere gemeinnützige Projekte und bietet dazu URLs und PDF-Dateien auf der CD.
Der Name des Albums leitet sich von Grigori Potemkin, der Katharina der Großen einer Legende nach Dorfattrappen vorgaukelte, ab. „Und Potemkin City Limits soll nun andeuten, dass wir vielleicht an einem Punkt in der Geschichte angelangt sind, an dem Irreführungen und Täuschungen ihren absoluten und kranken Höhepunkt erreicht haben. Wie es aussieht, sind wir in der Endphase der Menschlichkeit angelangt, verhalten uns aber trotzdem nicht anders und denken, alles wäre okay.“, erklärte Glen Lambert in einem Interview mit dem Internet-Musikmagazin Gaesteliste.de. Ein gleichnamiger Song Potemkin City Limits wurde vier Jahre später auf dem Nachfolgealbum Supporting Caste veröffentlicht.

## Titelliste
1. A Speculative Fiction – 4:14
2. Fixed Frequencies – 3:58
3. Fedallah’s Hearse – 4:00
4. Cut Into The Earth – 3:41
5. Bringer of Greater Things – 2:45
6. America’s Army™ (Die Jugend Marschiert) – 4:42
7. Rock For Sustainable Capitalism – 4:12
8. Impending Halfhead – 1:14
9. Life at Disconnect – 3:23
10. Name and Address Withheld – 3:21
11. Superbowl Patriot XXXVI (Enter the Mendicant) – 0:36
12. Iteration – 5:19